# Plama gorąca

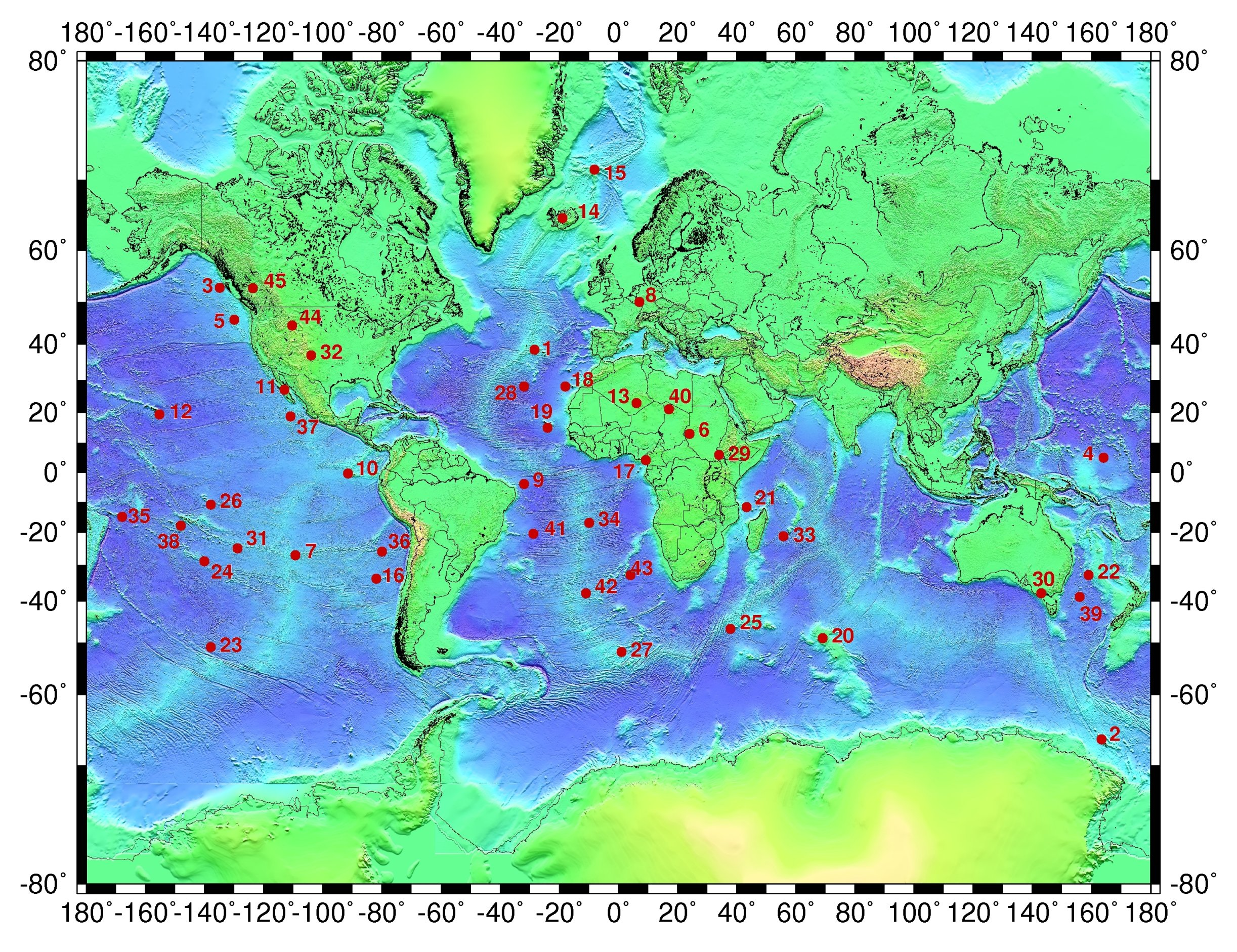
Plamy gorąca.

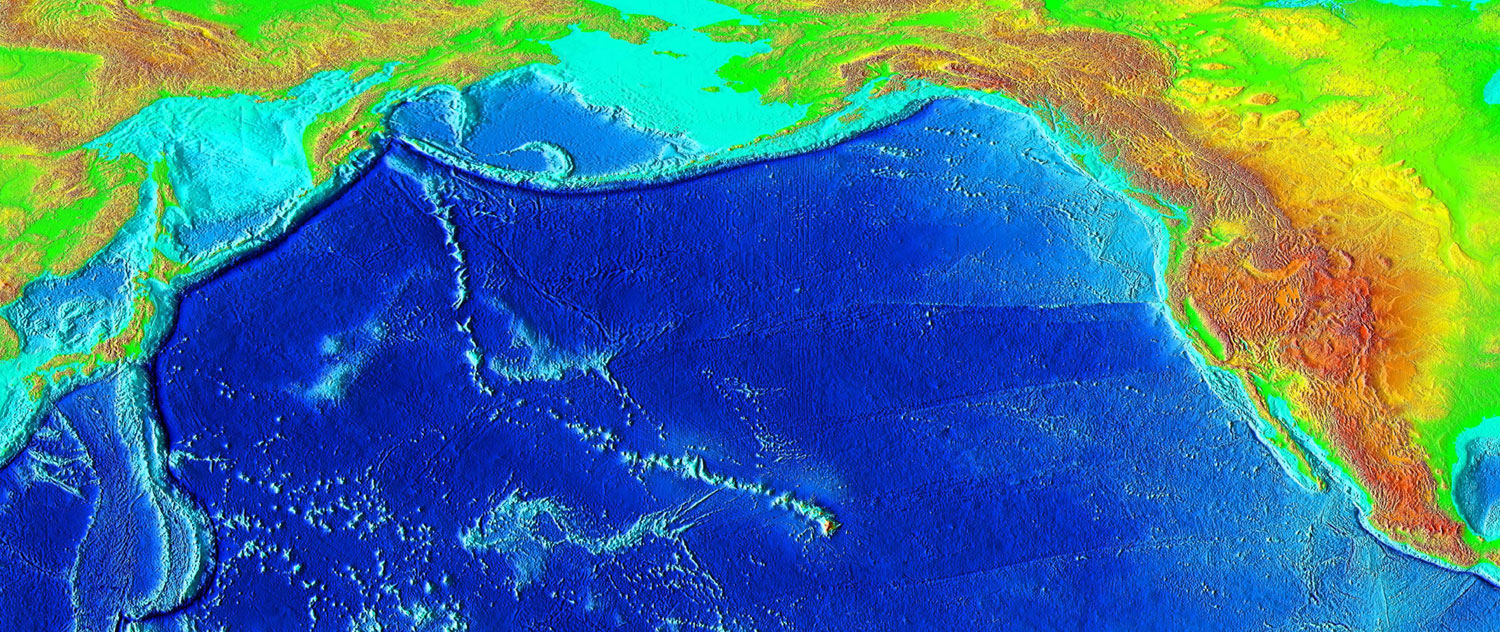
Mapa Grzbietu Hawajskiego

Plama gorąca (punkt gorący) – przejaw wulkanizmu niezwiązanego z obecnością granic płyt litosfery, jak zakłada jedna z teorii, wynikający z obecności w górnym płaszczu stref o anormalnie wysokiej temperaturze, ale o niewielkim zasięgu, tzw. pióropusza płaszcza. Powoduje to przetapianie wyżejległej skorupy, generowanie ognisk magmy i powstawanie wulkanu. Fakt istnienia pióropuszy płaszcza jest ciągle przedmiotem dyskusji wśród geologów.
Przykładem aktywności plamy gorąca jest łańcuch Hawajów, stanowiących kulminację Grzbietu Hawajskiego. Jego kontynuacją jest Grzbiet Cesarski. Powstanie tych form wiąże się z przesuwaniem się płyty pacyficznej ponad stale aktywną plamą gorąca. Widoczne na mapach załamanie pomiędzy obu grzbietami sugeruje, że około 47 mln lat temu płyta pacyficzna zmieniła kierunek ruchu. Jednak istnieją również alternatywne teorie, łącznie z taką, że plamy gorąca nie są stacjonarne w czasie i, podobnie jak ruch płyt litosfery, możliwy jest też ruch samych plam. Dane geologiczne nie dają na razie pełnego wyjaśnienia genezy plam gorąca. Struktura płaszcza pod plamami gorąca również jest przedmiotem dywagacji; teorię wielkoskalowej konwekcji w płaszczu i istnienie warstw przemian fazowych skał trudno jest połączyć z kanonicznym obrazem pióropuszy przecinających płaszcz pionowo.